# 超脱 (电影)
《超脱》（英語：Detachment）是一部于2011年上映的美國電影。由托尼·凱耶执导，阿德里安·布罗迪主演的，关于高中教育体制的剧情片。

## 情节概要
亨利·巴特（阿德里安·布罗迪饰）是一名代课老师，他受邀请到一间成绩低下，临近关闭的中学进行为期一月的代课。巴特在教授他的学生时，三个女人的到来打断了他的教学。她们分别是童妓埃丽卡（莎曼·蓋兒饰）、女教师（克莉絲汀娜·韓翠克絲饰）和抑郁青年梅雷迪思（Betty Kaye饰）。这些女人对巴特的生活产生深远的影响，迫使他重新发现自己的个性，了解他的母亲的自杀，以及面对他祖父即将到来的死亡。
整部电影使用倒叙的方式穿插巴特的童年和他的母亲的自杀场景。
剧情的支线还包括了学校辅导员帕克博士（刘玉玲饰）与学生的冲突以及迪尔登校长（Marcia Gay Harden饰）面对这个问题百出的学校和她面临解雇的痛苦煎熬。

## 演员表
| 演员                | 饰演角色          |
| ------------------- | ----------------- |
| 阿德里安·布罗迪     | 亨利·巴特         |
| 馬西雅·蓋·哈登      | 卡罗尔·迪尔登校长 |
| 克莉絲汀娜·韓翠克絲 | 萨拉·麦迪逊       |
| 威廉·彼德森         | 开普勒先生        |
| 布莱恩·科兰斯顿     | 迪尔登先生        |
| 提姆·布雷克·尼爾森  | 韦特先生          |
| Betty Kaye          | 梅雷迪思          |
| 莎曼·蓋兒           | 埃丽卡            |
| 刘玉玲              | 多丽丝·帕克博士   |
| 布莱思·丹纳         | 帕金斯女士        |
| 占士·坚             | 查尔斯·斯波特先生 |
| 路易斯·佐里奇       | 亨利·巴特的外公   |
| 小埃賽亞·懷特拉克   | 马蒂修斯教务长    |
| 布倫南·布朗         | 格雷格·雷蒙德     |
| 芮妮·菲利斯·史密斯  | Missy             |

## 社会反映
- 来自滚石的彼得·崔維斯给了3-4星的评价，并称赞了刘玉玲、馬西雅·蓋·哈登和阿德里安·布罗迪的演出，并写道“Detachment gets to you. It hits hard.”[2]
- 烂番茄给了57%的“腐烂”（rotten）值。